# Giovanni Bassanesi
Giovanni Bassanesi (Aosta, 27 de marzo de 1905-Montelupo Fiorentino, 19 de diciembre de 1947) fue un aviador y fotorreportero anarquista italiano, miembro del movimiento Justicia y Libertad (Giustizia e Libertà). 

## Biografía

### Primeros años
Después de graduarse como maestro de escuela primaria, comenzó a trabajar en el laboratorio fotográfico de su padre. Intolerante al fascismo, en 1927 emigró a París donde continuó trabajando como fotógrafo y se inscribió en la Facultad de Derecho de la Sorbona. En la capital francesa conoció a Carlo Rosselli (fundador, junto con su hermano Nello y otros, de Giustizia e Libertà) y a Alberto Tarchiani y fue militante de la Liga Italiana de los Derechos Humanos, de la que tuvo que salir porque no compartía los ideales comunistas de la mayoría.

### Vuelo sobre Milán
Fascinado por el vuelo, logró obtener su licencia de piloto. El 11 de julio de 1930, con Gioacchino Dolci y la organización logística del republicano Randolfo Pacciardi, sobrevoló la ciudad de Milán, partiendo de Lodrino, y lanzó 150.000 panfletos de propaganda antifascista, con diversos llamamientos que comenzaban o terminaban con uno los lemas de Justicia y Libertad. En el vuelo de regreso, habiendo dejado a Dolci en Lodrino, Bassanesi continuó solo hacia Zúrich, pero debido al mal tiempo se estrelló contra el suelo, rompiéndose la pierna izquierda. Capturado y encarcelado por las autoridades suizas, fue juzgado en Lugano el 22 de noviembre de 1930, donde fue condenado a cuatro meses de prisión (ya cumplida) por contravenir las normas de navegación aérea. En el mismo juicio, Rosselli y Tarchiani fueron absueltos, pero los tres acusados fueron expulsados del territorio suizo. Al regresar a París, Bassanesi se vio obligado de nuevo a emigrar a Bruselas, donde se matriculó en la Facultad de Ciencias Políticas.

### Exilio
Entre 1931 y 1936 fue detenido varias veces y expulsado de varios países de Europa: el 8 de noviembre de 1931 en Constanza, Alemania; el 6 de febrero de 1933 en Hamburgo, por no haber cumplido el anterior decreto de expulsión, y fue acompañado a la frontera danesa; el 13 de marzo de 1933 fue expulsado de los Países Bajos y posteriormente rechazado por Reino Unido; el 21 de abril del mismo año fue detenido por la policía francesa y acompañado a la frontera belga. En Bélgica fue arrestado inmediatamente por falsificación de documentos y, aunque fue absuelto, fue deportado a Luxemburgo. Desde aquí pudo regresar a Francia gracias a un permiso provisional.
Después de abril de 1931, estuvo en España en la Escuela de Pilotos de Getafe ampliando sus conocimientos de pilotaje. Se hizo muy amigo de Ramón Franco, y éste le propuso hacer un vuelo a Roma para bombardear el palacio de Mussolini: Ramón Franco le proporcionaría todos los medios a Bassanesi, pero éste no aceptó la propuesta. Durante la guerra civil española, Bassanesi estuvo unos meses con las Brigadas Internacionales.

### Persecución por el fascismo
Mientras tanto, había conocido y se había casado con la exiliada socialista Camilla Restellini, con quien tuvo tres hijos. El 12 de diciembre de 1936 salió de Niza hacia España, como fotorreportero en la guerra civil española, donde fue arrestado tres veces más, acusado de ser un agente provocador. El 8 de junio de 1939 regresó a Italia, entregándose a las autoridades fascistas. Mussolini, sin embargo, le concedió clemencia y ordenó su liberación.
En septiembre de 1939, Bassanesi y su esposa fueron arrestados de nuevo y enviados al exilio por distribuir panfletos a favor de la paz. Si bien Restellini fue indultada, Bassanesi fue encerrado en un asilo en Nápoles y sus hijos fueron llevados a una institución.
El 10 de junio de 1940 fue trasladado al asilo de Nocera Superiore y luego al hospital psiquiátrico de Nocera Inferiore. Finalmente fue al de Collegno, donde Camilla pudo finalmente visitarlo. Gracias a un informe psiquiátrico del profesor Visintini, que lo declaró cuerdo, pudo ser dado de alta del asilo y enviado de nuevo a confinamiento en Ventotene, donde, sin embargo, encontró como director a un funcionario al que había denunciado. Este lo envió de vuelta al asilo de Nápoles. Después de dos años y medio en el asilo, su esposa logró obtener la custodia de su marido, declarado "incapaz", y Bassanesi pudo regresar a Aosta.

### Resistencia y posguerra
Fue arrestado brevemente dos veces más, antes del final de la guerra, como opositor al fascismo y a la República de Saló, ya que era cercano al Partido de la Acción y a las brigadas de esta formación. En la cárcel denunció al médico de la prisión por haber redactado un certificado de muerte natural para un preso político que probablemente había sido asesinado por la policía.
Ya en la posguerra consiguió un puesto como maestro de escuela primaria, aunque lo perdió pronto debido a desacuerdos con la directora de la escuela, después de que ella cambiara las notas del registro para favorecer a algunos alumnos.
Reducido a la pobreza, juzgado psicológicamente y repetidamente perseguido, fue arrestado una vez más, acusado de golpear y desnutrir a sus hijos, y el médico de la prisión, el que él mismo había denunciado durante el fascismo, lo hizo declarar nuevamente enfermo mental. Fue así encarcelado en el asilo penal de Montelupo Fiorentino, donde murió el 19 de diciembre de 1947, con sólo 42 años.